# 누족
누족(중국어: 怒族, 영어: Nu people, 노족)은 중국 소수민족 중의 하나로 중국 정부에 의해 공인된 56개의 소수민족 중 43번째로 많은 민족이다. 주로 윈난성 공산, 푸공, 라핑, 비쟝에 90%가 집단 거주하고 있다.

## 역사
누족은 노강과 란창강 유역에 예부터 사는 민족의 하나이다.

## 문화
남녀 모두 리넨으로 옷을 지어 입는다. 여인들은 보통 면이나 리넨으로 만든 상의를 입으며 왼쪽으로 단추를 달게 옷을 짓는다. 어린 처녀들은 종종 상의에 앞치마를 두르며 화려한 색상의 목걸이를 걸친다.
북부에서는 주로 티베트 불교를 믿고, 중부와 남부에서는 토착 애니미즘 신앙이 우세하나 19세기 후반부터 상당수의 남부 사람들은 선교사를 통해 기독교를 믿게 되었다.
언어는 단일하지 않으며 집단에 따라 티베트버마어파에 속하는 여러 언어를 사용한다.

## 같이 보기
- 중국의 민족